# Покушение (фильм, 1964)
«Покушение» (чеш. Atentát) — чехословацкий чёрно-белый художественный фильм, военная драма 1964 года.

## Сюжет
Экранизация драматических происшествий связанных с покушением на Рейнхарда Гейдриха, которое было спланировано чехословацким «правительством в изгнании» Э. Бенеша при участии британского Управления специальных операций. Непосредственными исполнителями операции, получившей название «Антропоид», стали подготовленные англичанами агенты Йозеф Габчик и Ян Кубиш.

## В ролях
- Радослав Брзобогаты — Адольф Опалка
- Рудольф Елинек — Ян Кубиш
- Людек Мунзар — Альфред Бартош
- Ладислав Мрквичка — Йозеф Габчик
- Йозеф Винкларж — Карел Чурда, предатель
- Милош Ваврушка — капеллан Владимир Петрек
- Зигфрид Лойда — Рейнхард Гейдрих

## Награды
- 1965 — IV Московский международный кинофестиваль: Золотой приз[2]